# Dr. Dobb's Journal
El Dr. Dobb's Journal (DDJ) era una revista mensual publicada en los Estados Unidos por CMP Technology. Cubrió tópicos dirigidos a los programadores de computadores. El DDJ fue la primera revista regular enfocada en el software de los microcomputadores, en vez del hardware. Ahora es una sección mensual dentro del periódico InformationWeek llamado Dr. Dobb's Report como también un sitio de noticias en línea llamado Dr. Dobb's Portal.

## Historia

### Orígenes
Bob Albrecht editaba un periódico excéntrico sobre juegos de computador programados en el lenguaje de programación BASIC, con el mismo nombre que la minúscula corporación educativa no lucrativa que él había fundado, People's Computer Company (PPC). Dennis Allison era un consultor de computación desde hacía mucho tiempo en la Península de San Francisco y alguna vez instructor de la Universidad de Stanford.
En las primeras tres revistas trimestrales del periódico PCC publicado en 1975, Bob había publicado artículos escritos por Dennis, describiendo cómo diseñar e implementar una versión reducida de un interpretador para el lenguaje BASIC con características limitadas para ser más fácil de implementar. Él lo llamó Tiny BASIC. Al final de la última entrega, Dennis les pidió a los aficionados a las computadoras que lo implementaron, que enviaran sus implementaciones al PCC, y ellos harían circular copias de cualquier implementación a cualquiera que enviara un sobre con estampillas y dirección. Dennis dijo, parémonos sobre los hombros de cada uno de los demás; no sobre los dedos de los pies de cada uno de los demás (Let us stand on each others' shoulders; not each others' toes).
La revista fue pensada originalmente para ser una publicación xerografiada de tres ediciones. Intitulada como Dr. Dobb's Journal of Tiny BASIC Calisthenics & Orthodontia (con el subtítulo de Running Light without Overbyte)) fue creada para distribuir las implementaciones del Tiny BASIC. El título original fue creado por Eric Bakalinsky, quien hizo ocasionalmente el trabajo de maqueta para el PCC. Dobb's era una contracción de Dennis y Bob. Apareció en un momento en que la memoria RAM era muy costosa, así que era importante la codificación compacta. Los aficionados del microcomputador necesitaban evitar usar demasiados bytes de memoria - evitando el overbyte.
Después de que la primera fotocopia fuera enviada a los que habían enviado sobres con estampillas, la PCC fue inundada con peticiones para que la publicación se convirtiera en un periódico dedicado en general al software de microcomputador.
La PCC convino, y contrató a Jim Warren como su primer redactor. Él inmediatamente cambió el título a Dr. Dobb's Journal of Computer Calisthenics and Orthodontia antes de publicar la primera edición en enero de 1976.

### Primeros años
Jim Warren fue redactor del DDJ por alrededor un año y medio solamente. Mientras que él se fue para hacer un chapoteo con su serie de West Coast Computer Faires, los redactores subsecuentes del DDJ como Marlin Ouverson, Michael Swaine y Jonathan Erickson parecen haberse enfocado en los aspectos periodísticos y sociales de la joven pero creciente industria del microcomputador. Eventualmente el PCC, la corporación no lucrativa, vendió el DDJ a una editorial comercial.
El contenido del boletín de noticias era originalmente puro material del entusiasta. El interés inicial circundó alrededor del intérprete Tiny BASIC, pero Warren ensanchó eso para incluir una variedad de otros tópicos de programación, así como una fuerte tendencia del consumidor, especialmente necesaria en los comienzos caóticos de la microcomputación. Todo el contenido venía de los contribuidores voluntarios, con Steve Wozniak como uno del más conocidos de ellos. Otros contribuidores incluyeron Jef Raskin, acreditado más adelante como líder en el desarrollo del Macintosh, y Gary Kildall, que había creado el primer sistema operativo de disco para los microcomputadores, el CP/M.
Los código fuentes de los programas de computadoras publicados durante los primeros años incluyen:
- El interpretador Tiny BASIC
- El interpretador Palo Alto Tiny BASIC por Li-Chen Wang
- El compilador Small-C por Ron Cain

La edición “de 1985 "10(3)" imprimió el "manifiesto GNU" de Richard Stallman, una llamada para la participación en el entonces nuevo movimiento del software libre.

### Historia posterior y descontinuación
En años recientes, la revista recibió contribuciones de los desarrolladores por todo el mundo que trabajaban en el desarrollo de aplicaciones y sistemas embebidos a través de la mayoría de los lenguajes de programación y de las plataformas. El enfoque de la revista llegó a ser más profesional. Los columnistas incluyeron a Michael Swaine y Verity Stob, los pseudónimos de un programador británico.
El título fue acortado a Dr. Dobb's Journal, después cambiado a Dr. Dobb's Software Tools a medida que llegó a ser más popular. La revista posteriormente se revirtió a Dr. Dobb's Journal con el subtítulo "The World of Software Development", con la abreviatura DDJ también usada para el sitio web correspondiente. Fue publicada por la división de Think Services de la compañía multimedia United Business Media.
En enero de 2009, Jonathan Erickson, el redactor general, anunció que la revista se convertiría en una sección de InformationWeek  llamada Dr Dobb's Report. Un aviso formal a los suscriptores fue enviado por correo en febrero de 2009:
Como lector valorado, lamentamos informarle que, con la edición de febrero de 2009, Dr. Dobb's Journal cesó su revista mensual independiente. La cobertura editorial de calidad que usted ha venido esperando de Dr. Dobb's Journal continúa en su publicación hermana. InformationWeek ahora incluirá al Dr. Dobb's Report una vez al mes.